# Pedro Puig Pulido
Pedro Puig Pulido, nació el 20 de diciembre de 1932. Es un jugador de ajedrez español.

## Resultados destacados en competición
Fue una vez subcampeón de España en el año 1961 por detrás del jugador Jaime Lladó Lumbera. Fue una vez Campeón de Cataluña de ajedrez, en el año 1968, y resultó subcampeón en tres ocasiones, en los años 1961, 1964 y 1972.
Participó representando a España en dos Olimpíadas de ajedrez en los años 1960 en Leipzig y 1962 en Varna, en el Campeonato de Europa de ajedrez por equipos en una ocasión, en el año 1961 en Oberhausen y en dos Copa Clare Benedict en los años 1962 en Berna y 1963 en Lucerna.